# Меньшенин, Герман Викторович
Ге́рман Ви́кторович Меньшенин (28 августа 1927, Москва — 10 июня 1994, Воронеж) — советский и российский театральный актёр и деятель, режиссёр. Заслуженный деятель искусств РСФСР (1975).

## Биография
Родился 28 августа 1927 года в Москве.
С детства сцена влекла его вместе с двоюродным братом О. Н. Ефремовым, они устраивали домашние постановки, показывая родным мини-спектакли.
С началом Великой Отечественной войны, Меньшенин был эвакуирован в Куйбышев. В 1946 году окончил театральную студию при Куйбышевском театре драмы, а также работал в театрах таких городов, как Сызрань, Владивосток, Ярославль, Красноярск и других.
В 1965 году окончил Высшие режиссёрские курсы, педагогами Меньшенина были Р. Симонов, И. Раевский, М. Кнебель, Н. Охлопков. В качестве режиссёра работал в Красноярском театре, затем в Российском театре драмы имени Ф. Волкова (1972—1976), в котором поставил девять спектаклей. В 1975 году ему было присвоено звание заслуженного деятеля искусств РСФСР.
В 1976 году стал главным режиссёром Горьковского академического театра драмы имени М. Горького, с 1979 года в качестве главного режиссёра работал в Куйбышевском театре драмы, с 1984 года был главным режиссёром в Воронежском театре драмы. В 1988 году преподавал в Воронежском государственном институте искусств.
Скончался 10 июня 1994 года на 67 году жизни в Воронеже.

## Личная жизнь
- Жена — Валентина Григорьевна Долматова, театральная актриса. Заслуженная артистка РСФСР (12.06.1964)[4].

## Творчество

### Постановление спектаклей

#### в Ярославском театре им. Ф. Г. Волкова[4]
- «В этом милом старом доме» А. Арбузова
- «Лошадь Пржевальского» М. Шатрова
- «Тартюф» Ж.-Б. Мольера
- «Маленькие трагедии» А. С. Пушкина
- «Погода на завтра» М. Шатрова
- «Горе от ума» А. С. Грибоедова
- «Четыре капли» В. Розова
- «О странностях любви» В. Пановой
- «День приёма» П. Попогребского

#### в Горьковском театре им. М. Горького[4]
- «Верность» В. Пановой
- «Зайка-зазнайка» С. Михалкова
- «Фантазии Фарятьева» А. Соколовой

#### в Куйбышевском (Самарском) театре им. М. Горького[4]
- «Тартюф» Ж.-Б. Мольера
- «Каса маре» И. Друцэ
- «Визит старой дамы» Ф. Дюрренматта
- «Мы не увидимся с тобой» по К. Симонову
- «Закон вечности» по Н. Думбадзе
- «Дама-невидимка» П. Кальдерона
- «И порвется серебряный шнур» А. Казанцева
- «Моя профессия — синьор из общества» Д. Скарначчи и Р. Тарабузи
- «Любовь и голуби» В. Гуркина
- «Безумец любви» С. Шепарда (1992)
- «Кабала святош» М. Булгакова (1992)
- «Контесса» М. Дрюона (1994)

#### в Воронежском театре драмы им. А. Кольцова[4]
- «Дурочка» Лопе де Веги
- «Варшавская мелодия» Л. Зорина
- «Традиционный сбор» В. Розова
- «Дама-невидимка» П. Кальдерона
- «Рядовые» А. Дударева
- «Дядя Ваня» А. П. Чехова
- «Визит старой дамы» Ф. Дюрренматта

## Звания и награды
- Заслуженный деятель искусств РСФСР (15 августа 1975)[2][3].